# レオポルト・ルートヴィヒ
レオポルト・ルートヴィヒ（Leopold Ludwig, 1908年1月22日 - 1979年4月25日）は、モラヴィア出身の指揮者。

## 略歴
オストラヴァのヴィトコヴィツの生まれ。ウィーン音楽院でエミール・パウエル(Emil Pauer)にピアノを師事し、南ドイツおよびチェコスロヴァキアのブルノの歌劇場で指揮者としての下積みの修行をした。
1936年にオルデンブルク歌劇場の指揮者に就任し、1939年にウィーン国立歌劇場の首席指揮者を務めて声望を高めた。1943年からはベルリン市立歌劇場の首席指揮者となり、1951年までその任にあった。1950年から1971年までハンブルク国立歌劇場の音楽総監督を務め、1952年からイギリスのエディンバラ音楽祭やグラインドボーン音楽祭など、主要な音楽祭にオペラのエキスパートとして出場していた。
リューネブルクで死去。
有名なオペラ映画としてワーグナーの「ニュルンベルクのマイスタージンガー」がある。